# Комитет молодёжных организаций СССР
Комитет молодёжных организаций СССР (КМО СССР) — общественная организация в Советском Союзе преимущественно в сфере международных молодёжных связей. В отличие от ВЛКСМ напрямую пропагандой коммунистической идеологии не занимался. Комитет был создан в 1956 году на основе Антифашистского комитета советской молодёжи (1941—1956). И КМО, и его предшественник АКСМ, были основательно насыщены чекистскими кадрами. Комитет контролировал международные связи различных общественных, профессиональных, спортивных, студенческих, культурных и других организаций советской молодёжи. 

## Председатели комитета
- Фёдоров, Евгений Константинович (1941—?)
- Кочемасов, Вячеслав Иванович (1949—1954) — пред. Антифашистского комитета советской молодёжи
- Романовский, Сергей Калистратович (май 1954 — февраль 1960) — пред. Антифашистского комитета советской молодёжи до 1956 г.
- Решетов, Пётр Николаевич (февраль 1960 — 1966)
- Яровой, Владимир Григорьевич (май 1966 — февраль 1968)
- Янаев, Геннадий Иванович (март 1968 — январь 1980)
- Аксёнов, Владимир Александрович (январь 1980 — апрель 1987)
- Челноков, Сергей Николаевич (апрель 1987 — май 1989)
- Ковылов, Алексей Иванович (1989—1991)[4]
- Кошмаров (Трубецкой) Алексей Юрьевич  (1991—2016) — Председатель Международного комитета молодежных организаций (МКМО) – правопреемника КМО СССР)